# Povilas Poderskis

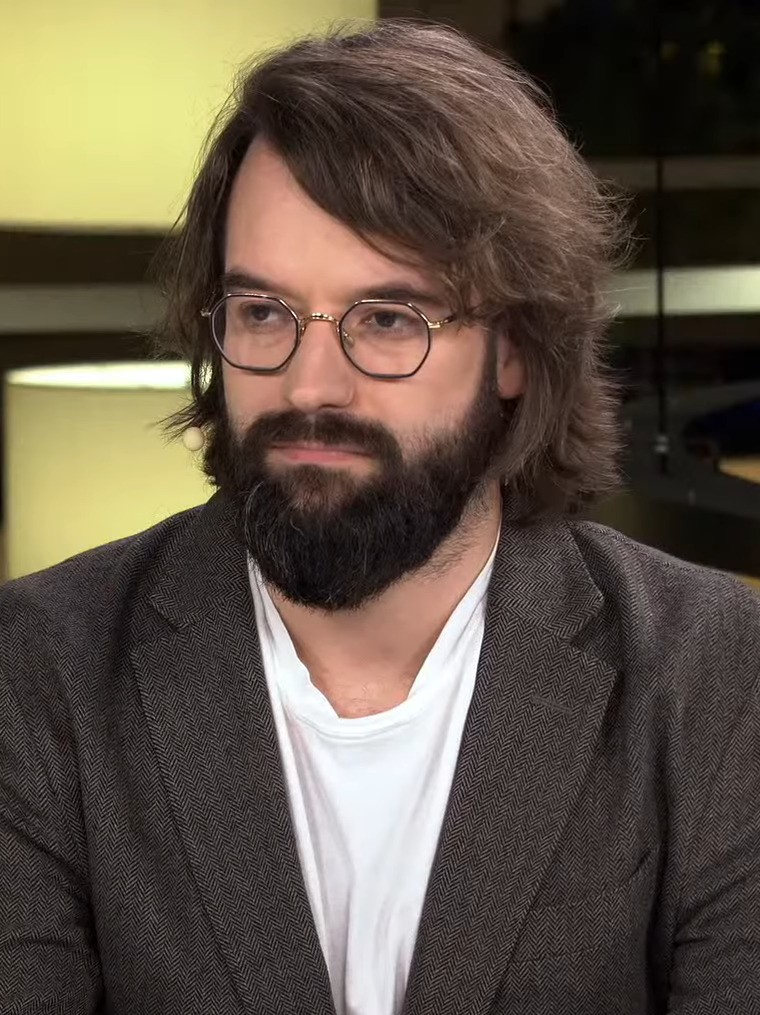
Poderskis (2024)

Povilas Poderskis (* 1990) ist ein litauischer Manager und Politiker sowie Umweltminister.

## Leben
Povilas Poderskis wuchs in Vilijampolė auf. Nach dem Abitur 2008 an der Jonas-Basanavičius-Sekundarschule Kaunas in Šilainiai absolvierte er von 2008 bis 2012 das Bachelorstudium Elektronik- und Telekommunikationstechnik an der Technischen Universität Kaunas sowie später studierte Philosophie an der Vytautas-Magnus-Universität in der zweitgrößten litauischen Stadt Kaunas und absolvierte außerdem das Executive-Education-Programm an der Harvard Kennedy School.
Zu Beginn seiner Karriere arbeitete Poderskis mehr als ein Jahrzehnt als freiberuflicher Webentwickler und Software-Entwickler mit den Schwerpunkten E-Commerce und Regierungssysteme.
Von April 2015 war er Berater von Remigijus Šimašius, des Bürgermeisters von Vilnius und ab November 2017 Direktor der Verwaltung der Stadtgemeinde Vilnius, wo er sich auf die Modernisierung der Stadt Vilnius und die Entwicklung neuer Projekte konzentrierte.
Von 2021 bis 2022 arbeitete als Chief Operating Officer des Cyber-Security-Unternehmens Nord Security und war Mitglied der litauischen Business Angels Association LITBAN. Ab September 2024 leitete er die Agentur für die Entwicklung des Bausektors (mit 120 Mitarbeitern), zuvor arbeitete er als Lobbyist.
Seit dem 12. Dezember 2024 ist er Umweltminister Litauens im Kabinett Paluckas, geleitet von Gintautas Paluckas. Er wurde von Gitanas Nausėda ernannt.
Er war Mitglied der liberalen Partei Laisvės partija.